# 曼哈頓比奇 (明尼蘇達州)
曼哈頓比奇（英語：Manhattan Beach）是一個位於美國明尼蘇達州克羅溫縣的城市。

## 人口
根據2020年美國人口普查的數據，曼哈頓比奇的面積為3.97平方千米，當中陸地面積為3.97平方千米，而水域面積為0.00平方千米。當地共有人口61人，而人口密度為每平方千米15人。